# Richard Biegenwald
 Richard Fran Biegenwald (24 août 1940-10 mars 2008) est un tueur en série américain.

## Biographie
Richard Biegenwald est né à Staten Island. Enfant, il est fréquemment battu par son père alcoolique. À l'âge de cinq ans, il met le feu à leur maison et est envoyé dans un centre psychiatrique du comté de Rockland.
À l'âge de huit ans, il buvait déjà et jouait de l'argent. À l'âge de neuf ans, il subit une électroconvulsivothérapie au Bellevue Hospital de New York. Après sa thérapie, il est placé dans l'école pour garçons de Warwick. Il est accusé de vol et d'inciter d'autres détenus à s'échapper. Pendant ses trajets pour rendre visite à sa mère à Staten Island, il volait. À 11 ans, il met le feu dans la maison de sa mère. À 16 ans, il est diplômé en huitième année et quitte l'école de formation pour aller à l'école secondaire. Il abandonne l'école secondaire après quelques semaines.
Il se rend à Nashville au Tennessee, il y reste deux années. Il vole une voiture à Nashville et est arrêté dans le Kentucky par des agents fédéraux pour le transport d'une voiture volée à travers l'état. Il retourne à Staten Island en 1958.
Il vole une autre voiture et se rend à Bayonne dans le New Jersey. Le 18 décembre 1958, il vole une épicerie avec son complice Frank Spardoff; il tire et assassine le propriétaire, Stephen Sladowski, un avocat et un procureur. Il fuit l'État après le meurtre, mais est capturé deux jours plus tard à Salisbury dans le Maryland, après une fusillade avec la police. Il est extradé au New Jersey et est reconnu coupable de meurtre et condamné à la prison à vie. Il est libéré en 1975 pour bonne conduite, après dix-sept ans d'emprisonnement.
Il retourne vivre chez sa mère, à Staten Island, et fait des petits boulots durant trois ans. En 1977, il déménage en compagnie de Diane, sa fiancée (qui avait la moitié de son âge), violant ainsi les conditions de sa liberté en conditionnelle, sans que cela n'attire l'attention de son officier de probation. En 1980, il est arrêté pour viol, mais les poursuites judiciaires à son encontre sont abandonnées, la jeune femme violée n'étant pas parvenue à le reconnaître durant la confrontation. Il est néanmoins condamné à six mois de détention pour avoir violé les conditions de sa libération en conditionnelle, et se marie à Diane en prison. Libéré, il déménage avec sa femme pour Asbury Park. Peu après, il se lie d'amitié avec Dherran Fitzgerald.
Le 27 août 1982, à Ocean Township, dans le New Jersey, Richard Biegenwald attire dans sa voiture Anna Olesiewicz, 18 ans, en lui promettant de la marijuana, et la tue de quatre balles dans la tête. Il cache le corps pendant quelques jours dans son garage, sous une bâche blanche, et montrera le cadavre à Theresa Smith, une amie à qui il avait parlé plusieurs fois de ses envies de meurtre. Il ira jusqu'à demander à Smith de caresser le corps, avant de retirer une bague du doigt d'Anna Olesiewicz pour l'offrir à Smith. Terrorisée, elle n'osera pas parler à la police.
Le corps d'Anna Olesiewicz est retrouvé en janvier 1983 par des enfants jouant dans un terrain boisé derrière un Burger King sur la Route 35 et l'Avenue Sunset. Il ne comporte pas de signe d'agression sexuelle et est entièrement vêtu, bien qu'une bague manque au doigt de la jeune femme. En lisant les journaux, Theresa Smith entend parler de la bague et, prise de remords, va trouver la police. Le 22 janvier 1983, la police perquisitionne le domicile de Richard Biegenwald, où vivait également, à cette époque, Dherran Fitzgerald. Une fouille de la maison révèle une grande cache d'armes et de drogues illicites. La police saisie plusieurs bombes tuyau, armes de poing, fusils, fusils de chasse, une mitrailleuse, Rohypnol, hydrate de chloral, marijuana, une vipère heurtante vivante, des collecteurs de venin et les plans de plusieurs résidences et commerces remarquables.
La police interrogea Fitzgerald en premier. Celui-ci avoua rapidement avoir aidé Biegenwald a transporter le cadavre d'Anna Olesiewicz, mais également à enterrer le corps d'une autre jeune femme dans le jardin boisé de la mère de Richard Biegenwald. Selon Fitzgerald, alors qu'il creusait, il aurait découvert qu'un autre corps avaient déjà été enterré là... Des fouilles réalisées dans la propriété de Sally Biegenwald permirent effectivement d'exhumer les restes de deux jeunes femmes : Maria Ciallella, 17 ans, disparue le 31 octobre 1981, et Deborah Osborne, 18 ans, disparue en avril 1982. 
Fitzgerald conduisit ensuite les enquêteurs à Neptune City, puis à Tinton Falls, près d'Asbury Park, deux endroits où il avait également aidé Biegenwald à se débarrasser des corps de ses victimes. A Netpune City, on découvrit la fosse de Betsy Bacon, 17 ans, disparue le 20 novembre 1982 (Betsy Bacon était la fille d'un mafieux, qui offrit 100.000 $ à quiconque tuerait Biegenwald). A Tinton Falls, on retrouva le corps de William J. Ward, 34 ans, un ancien détenu et informateur de police que Biegenwald avait abattu le 21 septembre 1982, car il connaissait des informations compromettantes à son sujet.
Au cours de son procès, Richard Biegenwald tenta de plaider la folie, mais fut reconnu sain d'esprit par les psychiatres chargés de l'analyser. 
Il est suspecté, mais jamais inculpé, de deux meurtres supplémentaires : celui de John Petrone, 34 ans, un ancien détenu et informateur de police qui comptait Biegenwald parmi ses « amis », et qui avait été tué par balle en 1978 dans une réserve du New Jersey, et celui de Virginia Clayton, 17 ans, enlevée et tuée le 8 septembre 1982. Elle était jeune, brune aux cheveux courts, comme toutes les victimes féminines de Biegenwald, et son corps a été retrouvé trois jours après sa disparition, à moins d'un kilomètre des restes squelettiques de Petrone.
Reconnu coupable des meurtres de Maria Ciallella, Deborah Osborne, Anna Olesiewicz, William Ward et Betsy Bacon, Richard Biegenwald est condamné à la peine de mort par injection létale mais, après deux appels auprès de la Cour Suprême, sa peine fut commuée en prison à vie. 
Pendant son incarcération, Biegenwald se vanta auprès d'un gardien de prison d'avoir assassiné plus de 300 jeunes femmes, mais ses dires ne furent jamais confirmés. 
Richard Biegenwald est mort le 10 mars 2008 au Centre Médical Saint Francis de la prison de Trenton, d'insuffisance rénale et respiratoire, à l'âge de 67 ans.